# 萨斯尼茨
萨斯尼茨（德語：Sassnitz，發音：[ˈzasnɪts] ⓘ）是德国梅克伦堡-前波美拉尼亚州前波美拉尼亚-吕根县的城市，面积47.14平方千米，2023年12月31日人口为9,169人。